# Anthopleura hermaphroditica
Anthopleura hermaphroditica is een zeeanemonensoort uit de familie Actiniidae. De anemoon komt uit het geslacht Anthopleura. Anthopleura hermaphroditica werd in 1899 voor het eerst wetenschappelijk beschreven door Carlgren. 